# منفوخة الثمار
مَنْفُوخَةُ الثِّمار (الاسم العلمي: Physocarpus)، جنس نباتات مُزهرة من فصيلة الوردية، أعطانها في أمريكا الشمالية (معظم الأنواع) وشمال شرق آسيا (نوع واحد).